# Walter Bachmann (Denkmalpfleger)
Walter Bachmann (* 8. Mai 1883 in Leipzig; † 15. März 1958 in Radebeul) war ein deutscher Architekturhistoriker und Denkmalpfleger.

## Leben und Wirken
Bachmann besuchte die Schule in Leipzig, Grimma und Plauen, wo er 1902 die Reifeprüfung ablegte. Anschließend studierte er Architektur sowie Kunstgeschichte an der Technischen Hochschule Dresden, wo er Schüler von Cornelius Gurlitt war. Er schloss im Sommer 1907 als Diplom-Ingenieur. Vom 1. Oktober 1907 bis Ende September 1908 leistete er beim Pionierbataillon 12 in Dresden seinen Militärdienst. Vom November 1908 bis zum Frühjahr 1914 nahm er unter Walter Andrae an den Ausgrabungen von Assur teil. Er war von dort aus auch an den Grabungen in Hatra beteiligt und leitete von Oktober 1913 bis März 1914 die Grabung in Tulul 'Aqir (Kar-Tukulti-Ninurta).
1911 reiste er auf einer damals ungewöhnlichen Route durch Ostanatolien über Erzurum und Trabzon nach Deutschland zurück. Unterwegs fertigte er detaillierte maßstabsgetreue Zeichnungen und Fotografien von armenischen Kirchen und von Moscheen in der Osttürkei an, die er 1913 in Kirchen und Moscheen in Armenien und Kurdistan veröffentlichte. Seine Bauaufnahme der Kirche zum Heiligen Kreuz am Vansee bildete bis zum Ende des Jahrhunderts die Grundlage ihrer wissenschaftlichen Beschreibung.
Bachmann wurde 1911 an der Technischen Hochschule Dresden zum Dr.-Ing. promoviert. Im Ersten Weltkrieg war er seit dem 4. August 1914 als Offizier im Nahen Osten eingesetzt, zunächst bei der Expedition Klein, und gehörte dann zu den Stäben der Generäle Colmar von der Goltz und Otto Liman von Sanders. In dieser Zeit war er auch für das von Theodor Wiegand geleitete Deutsch-Türkische Denkmalschutzkommando tätig und arbeitete in Petra.
Nach seiner Rückkehr aus dem Orient habilitierte sich Bachmann im Herbst 1919 an der Technischen Hochschule Dresden für Kultur des Alten Orients und hielt dort bis 1920 auch Vorlesungen. In den Orient kehrte er nur noch einmal als Teilnehmer der Grabung in Ktesiphon im Winter 1928/29 zurück.
Zum 1. September Oktober 1920 wurde er erster sächsischer Landeskonservator und Leiter des Amtes für Denkmalpflege des Landes Sachsen.
1919 zog Bachmann nach Radebeul, wo er auch für denkmalpflegerische Belange zuständig war. Er beteiligte sich dort am Aufbau des Heimatmuseums in der Hoflößnitz. In seiner Funktion als sächsischer Denkmalpfleger veröffentlichte Bachmann, teilweise in Zusammenarbeit mit dem Landesverein Sächsischer Heimatschutz, zahlreiche Werke zu Orten und Denkmälern in Sachsen (etwa Burg Stolpen, Kreyern, Moritzburg, Pirna, Plauen, Sankt Annaberg). 1925 wurde Walter Hentschel sein Mitarbeiter im Denkmalamt, mit diesem begann er die Neuinventarisation der Bau- und Kunstdenkmale in Sachsen. Nach der Kriegszerstörung 1945 baute Bachmann das Landesamt für Denkmalpflege wieder auf und machte sich um die Denkmalpflege der zerstörten sächsischen Städte verdient. Ende Januar 1949 ging er als Leiter des sächsischen Denkmalamtes in Pension, sein Nachfolger wurde Hans Nadler.

## Veröffentlichungen (Auswahl)
- Kirchen und Moscheen in Armenien und Kurdistan. Hinrichs, Leipzig 1913 (Neudruck Zeller, Osnabrück 1978) (= Dissertation)
- mit Carl Watzinger, Theodor Wiegand: Petra (= Wissenschaftliche Veröffentlichungen des deutsch-türkischen Denkmalschutz-Kommandos Heft 3). de Gruyter, Berlin / Leipzig 1921
- Felsreliefs in Assyrien. J. C. Hinrichs’sche Buchhandlung Verlag, Leipzig 1927 (Neudruck Zeller, Osnabrück 1969)
- Die Stadt Pirna (= Die Kunstdenkmäler des Freistaates Sachsen Band 1). W. Limpert, Dresden 1929
- Schloß Stolpen. Landesverein Sächsischer Heimatschutz, Dresden 1931
- Die freie Bergstadt S[ank]t Annaberg. Landesverein Sächsischer Heimatschutz, Dresden 1933
- Grillenburg. Landesverein Sächsischer Heimatschutz, Dresden 1936
- Kreiern. Landesverein Sächsischer Heimatschutz, Dresden 1940
- Moritzburg. Deutscher Kunstverlag, Berlin 1947
- Das alte Plauen. Sachsenverlag, Dresden 1954, 2. Auflage Vogtländischer Heimatverlag Neupert, Plauen 1994